# Parociovka Jacquemontova

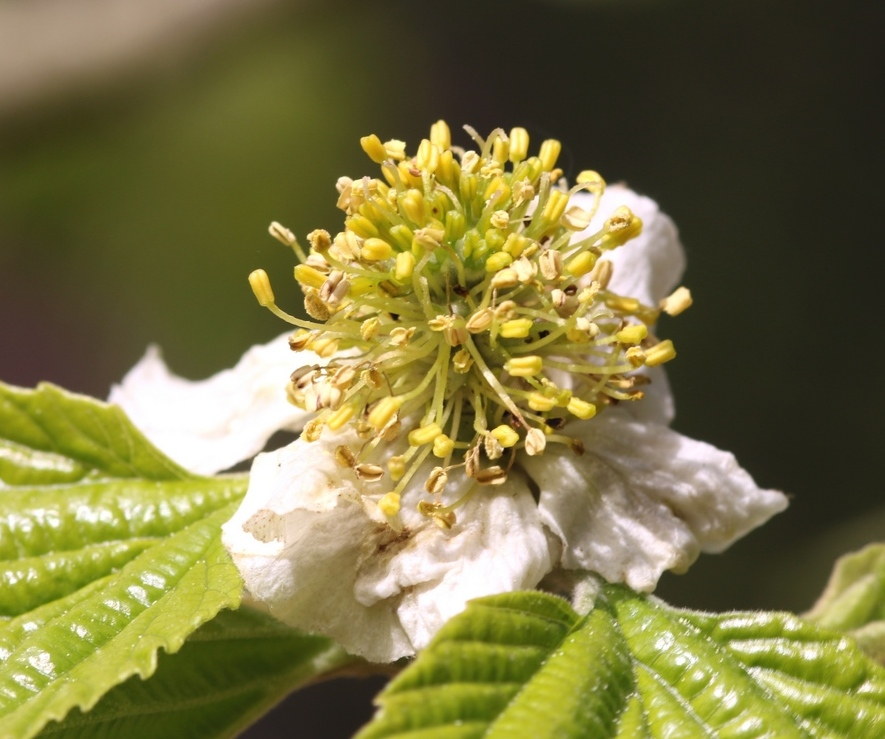
Detail květenství parociovky

Parociovka Jacquemontova (Parrotiopsis jacquemontiana) je druh rostliny z čeledi vilínovitých a jediný druh rodu parociovka (Parrotiopsis). Je to opadavý keř se střídavými jednoduchými listy a poměrně nápadnými květenstvími drobných květů, podepřenými bílými listeny. Rozkvétá již před olistěním. Rostlina pochází ze západního Himálaje a v Česku je vzácně pěstována jako okrasná a sbírková dřevina.

## Popis
Parociovka Jacquemontova roste v domovině jako strom dosahující výšky až 7 metrů, v kultuře obvykle jen jako keř. Borka je hladká. Mladé letorosty jsou šedožlutě plstnaté hvězdovitými chlupy. Listy jsou většinou téměř okrouhlé, případně vejčité nebo podlouhlé, na okraji mělce vroubkované, 3 až 5 cm dlouhé. Listy jsou na líci hvězdovitě chlupaté, později olysávající, na rubu světle zelené, na žilkách hustě chlupaté. Na podzim se listy zbarvují do žlutých odstínů. Řapíky jsou 6 až 12 mm dlouhé, hustě hvězdovitě chlupaté. Květy jsou bezkorunné, oboupohlavné, objevují se před olistěním a jsou uspořádány v kulovitých květenstvích podepřených 4 až 6 nápadnými asi 2 cm dlouhými žlutavě bílými listeny nahrazujícími okvětí. Kalich je tvořen 5 až 7 cípy. Tyčinek je asi 15. Semeník je hustě vlnatý, srostlý ze 2 plodolistů se 2 čnělkami. Plodem je vejcovitá tobolka obsahující 2 lesklá semena.

## Rozšíření
Parociovka Jacquemontova pochází ze západního Himálaje. Vyskytuje se v Džammú, Kašmíru, severním Pákistánu a Afghánistánu. Roste jako součást horských lesů v nadmořských výškách 1200 až 2800 metrů. V některých oblastech, např. v Kašmíru, je hojnou dřevinou.

## Taxonomie
Od příbuzné parocie (Parrotia) se parociovka liší zejména větším počtem tyčinek a morfologií prašníků.

## Význam
Dřevo parociovky je pevné a je místně využíváno k výrobě holí, držadel a podobně, z prutů se pletou koše. V Česku je parociovka poměrně zřídka pěstována jako okrasná a sbírková dřevina. Je uváděna z Dendrologické zahrady v Průhonicích, Pražské botanické zahrady v Tróji a z Průhonického parku, vysazena je i v Arboretu MU v Brně.

## Pěstování
Rostlina je v našich podmínkách mrazuvzdorná, vyžaduje chráněnou slunnou polohu a výživnou humózní půdu. Pro množení semeny je třeba plody posbírat před plnou zralostí, neboť zralé tobolky za slunečného počasí pukají a vystřelují semena do okolí. Semena se stratifikují a vysévají až druhé jaro. Vegetativně je možno parociovku množit hřížením nebo roubováním na podnož vilínu virginského.